# Szlachtowa
Szlachtowa est une localité polonaise de la gmina de Szczawnica, située dans le powiat de Nowy Targ en voïvodie de Petite-Pologne.